# 卡卡梅加
卡卡梅加（Kakamega）是東非國家肯雅的城鎮，也是西部省的首府，位於基蘇木以北52公里的維多利亞湖畔，是該湖的港口城市，距離赤道僅30公里，主要經濟活動是農業和漁業，2009年人口99,987。